# Звънарки
Звънарките (Bucephala) са род сравнително дребни птици от семейство Патицови (Anatidae), разред Гъскоподобни (Anseriformes). Тежи между 0,4 и 2 кг. Нямат изразен полов диморфизъм, мъжкият обикновено е малко по-едър.

## Разпространение
Разпространени са в Европа, Азия и Северна Америка. Прелетни птици. Придържат се в близост до сладководни басейни, езера и големи реки. В България се среща един вид — Звънарка (Bucephala clangula)

## Начин на живот и хранене
Приемат предимно животинска храна, дребни безгръбначни. Когато се хранят, те се гмуркат на дълбочина няколко метра.

## Размножаване
Гнездят в цепнатини и дупки. Снасят 4-14 яйца, които мъти само женската.

## Допълнителни сведения
Звънарката е защитен вид на територията на България.

## Списък на видовете
- род Bucephala -- Звънарки
  - Bucephala albeola -- Малка звънарка
  - Bucephala clangula (Linnaeus, 1758) -- Звънарка
  - Bucephala islandica -- Исландска звънарка[1]